# Wolisława
Wolisława – staropolskie imię żeńskie. Znaczenie imienia: "ta, która woli sławę" albo "ta, która sławi wolę". Jego męskim odpowiednikiem jest Wolisław.
Wolisława imieniny obchodzi 16 grudnia.